# Гевер 43
Пушка Гевер 41 у режиму полуаутоматског пуцања уведена је у њемачку војску 1941. Она је одговорна за повећање стопе пуцања њемачких компанија, које су у то вријеме углавном опремљене пушкама Маусер К98, мануално пуцање са цилиндричном главом. 1943. њемачки инжењери су одлучили да направе модернизовану верзију полуаутоматске пушке Гевер 41, названу 43, која се производила у прилично великом броју.

## Историја
Гевер 43 (Гев 43) постао је сљедећа еволуција Валтера Гевер 41 из 1941. године - самопуњујуће, полуаутоматске пушке која није успјела да испуни да захтјевајућу производњу да би направилиа прави утисак у ратним временима. 1940. године, Нијемци су донијели програм за испоруку стандардне полуаутоматске пушке њиховим пјешадијским одредима, како би побољшали своје застарјеле пушке. Британци, Американци и Совјети већ су издавали такво оружје својим трупама, остављајући Нијемце са мало избора. Међутим, Гевер 41 се показао прескупим за масовну производњу у ратним временима, ослањао се на сложен гасни систем склон прљавштини и био је тежак за поновно пуњење због свог фиксираног приступа магазину (храњен с пар клипова). На крају су се нашли против совјетске армије и њихових аутоматских пушака Токарев. Нијемци су процјенили и сецирали систем за управљање гасом (који је пуштао гасове из цијеви) како би нахранили аутоматску акцију. Супротно томе, Гевер 41 је дизајниран с компликованим системом рада на принципу гаса који је активирао гас, што је пушку учинило „тешком" и непотребно темпераментном. Са страном технологијом у руци, Валтер је кренуо да ради на побољшаном облику Гевер 41 и на крају је испоручио Гевер 43 1943.

## Карактеристике
К43 је опремљен шином на горњој површини оружја која омогућава уградњу оптичког нишана и тако служи као прецизна пушка за снајпере који дјелују у борбеним групама. Полуаутоматски режим Гевер 43 омогућава њемачким снагама оружје са добрим степеном ватре, попут америчке пушке М1 карбин. Снажна 7,92х57мм Маусер чаура, у комбинацији са оптичким нишаном на Геверу 43, направљен је за ефикасан систем снајперског оружја. Акција самопуњења оружја је добро функционисала јер оператеру није требало да користи механизам за ручно затварање, да би припремио сљедећу чауру - могао је једноставно да настави да тражи на бојном пољу расположиве циљеве и да понављајуће пуца све док се не потроши залиха муниције из његовог магацина. Оптички нишан био је постављен у горњи стражњи дио пријемника дуж двије тачке ослонца, а све снајперске пушке Гевер 43 за њемачку војску су издате (када је то могуће) на овај једноставан модификован начин. У сваком погледу, Гевер 43 је надмашио оригинални Гевер 41. Стално су се покушавали поједноставити производни процеси пластиком, па чак и ламинираним дрветом, који се користи у намештају да би се заменио вредан материјал потребан другдје у њемачким ратним напорима. У посљедњим мјесецима рата, Гевер 43-ови су због наглице напуштали фабрике са прилично грубим завршецима. 1944. године, Карабинер 43 је чак представљен као једноставнији облик основног дизајна Гевер 43. Иако је означен као карабин по имену, Карабинер 43 је био само краћи од оригинала за неких 2 инча како би могао да постане преносљивији систем оружја. Ову верзију додатно је разликовао већи заштитник окидача.